# Oratorio di San Fedele
L'oratorio di San Fedele (detto anche tempietto di San Fedelino o più semplicemente San Fedelino) venne eretto a cavallo del X-XI secolo, sul luogo del martirio di san Fedele protomartire della Chiesa di Como.
L'oratorio venne eretto nell'antico punto terminale settentrionale del Lago di Como (che, allora, non era diviso dall'attuale Lago di Mezzola e, quindi, guadagnava circa 10 chilometri verso nord), lì dove vi si getta il fiume Mera, il quale apriva la via del passo dello Spluga e del Settimo. Si trattava, in pratica, di una delle principali vie di comunicazione fra Milano e le provincie retiche e danubiane.
Rappresenta una vera curiosità il fatto che l'edificio si trova sulla riva occidentale del lago (in territorio di Sorico) nella provincia di Como, ma è di proprietà della parrocchia di Novate Mezzola in provincia di Sondrio, in una posizione oggi un po' isolata, dal momento che oggi la strada scorre sulla riva orientale. Ma esattamente lì passava, a ben oltre il medioevo, l'antico tracciato delle Via Regina, che collegava Como alle Alpi. Ad esempio vi erano collocati, a tutto il '600, i modesti trinceramenti di frontiera eretti dai Grigioni allora padroni della Valchiavenna.

## Storia
L'oratorio è dedicato a san Fedele, protomartire della Chiesa di Como ucciso intorno al 303-305 ai tempi delle persecuzioni di Diocleziano e Massimiano.
Fedele era un soldato dell'imperatore, che, essendosi convertito al Cristianesimo, si rifiutò di fare offerte sacrificali agli dei prima di una battaglia. Per questo venne condannato a morte, insieme ad altri soldati anch'essi convertiti (la cosiddetta Legione Tebea); Fedele, per scampare alla condanna, fuggì verso Como e risalì il lago con una barca, fino a giungere a quello che ai tempi era il paese più settentrionale del Lario, Samolaco, dove fu raggiunto dai sicari dell'imperatore e decapitato. Sul luogo del martirio viene inizialmente edificato un sacello, poi dimenticato. All'inizio del VI secolo il suo sepolcro fu visto da Ennodio, vescovo di Pavia. 
Alcuni rilievi archeologici hanno effettivamente mostrato come l'attuale oratorio sia stato realizzato sulla base di un precedente edificio.
Secondo la tradizione, nel 964 le reliquie del santo vennero riscoperte, grazie ad una donna del luogo che avrebbe visto in sogno San Fedele che le indicava il luogo del seppellimento: il vescovo Gualdone, informato del sogno, ordinò di scavare alla ricerca delle reliquie, che vennero effettivamente ritrovate nel luogo indicato ed in seguito trasportate a Como per essere custodite basilica di santa Eufemia che per l'occasione venne intitolata a san Fedele. Sul luogo del ritrovamento invece venne eretto l'oratorio che ancora vediamo, già attestato nel 973 e rimasto pressoché intatto durante i secoli.
Durante la dominazione spagnola del Ducato di Milano, dal 1624 al 1627 l'oratorio di san Fedelino fu adibito a fortino ad uso delle truppe ducali, mentre durante il secolo successivo servì come magazzino per le maestranze impiegate nelle vicine cave di granito. Secondo alcune teorie, non è da escludere che l'origine dell'oratorio sia da legare proprio alla vicinanza delle cave, luoghi che in passato erano sovente dotati di uno spazio dedicato al culto.
Un restauro dell'oratorio avvenne, a più riprese, nel corso del Novecento.

## L'edificio
Edificato in pietra raccolta nelle montagne circostanti, gli archetti dell'abside e delle finestre in tufo del vicino Pian di Spagna, la base del tetto in lastre di Moltrasio con copertura in piode.
La chiesetta ha due ingressi, uno sul lato sud e un altro quasi opposto sul lato nord, entrambi terminanti con arco a tutto sesto. I due accessi sono orientati verso il sentiero che, attraversando l'area che ospita l'oratorio, congiunge Albonico e Casenda di Samolaco.
Come nel caso della basilica comasca di San Carpoforo, la facciata dell'oratorio, situata sul lato ovest, è contro-terra.
La pianta è quasi quadrata e misura m. 3,42 per i lati nord e sud, m.3,46 per la facciata (ovest), m. 3,52 per il lato est dove si trova l'abside. 
L'illuminazione è affidata a due finestrelle, una nell'abside l'altra sul lato sud.
La copertura è sorretta da una piccola volta a crociera, la più antica di questo tipo nella zona del Lario e della provincia di Como. Dotata di costoloni, la volta è sostenuta da semplici peducci in tre degli angoli, mentre in quello ovest da una maschera antropomorfa. L'abside è semicircolare, segnato da una finestrella centrale, monofora a doppia strombatura.
Sia l'interno che l'esterno erano completamente coperti di affreschi. Scomparsi quelli esterni rimangono parti di quelli interni ora gravemente danneggiati dall'umidità e dalle traversie patite. La decorazione meglio conservata è nell'abside, sulla volta è raffigurato Cristo pantocratore tra due angeli adoranti, degli apostoli sulla parete rimangono tracce solo delle teste. Questi affreschi risalgono all'XI secolo o a poco prima del suo inizio. Della restante decorazione, una fascia con decorazione geometrica di tipo irlandese e figure di santi, poco rimane.

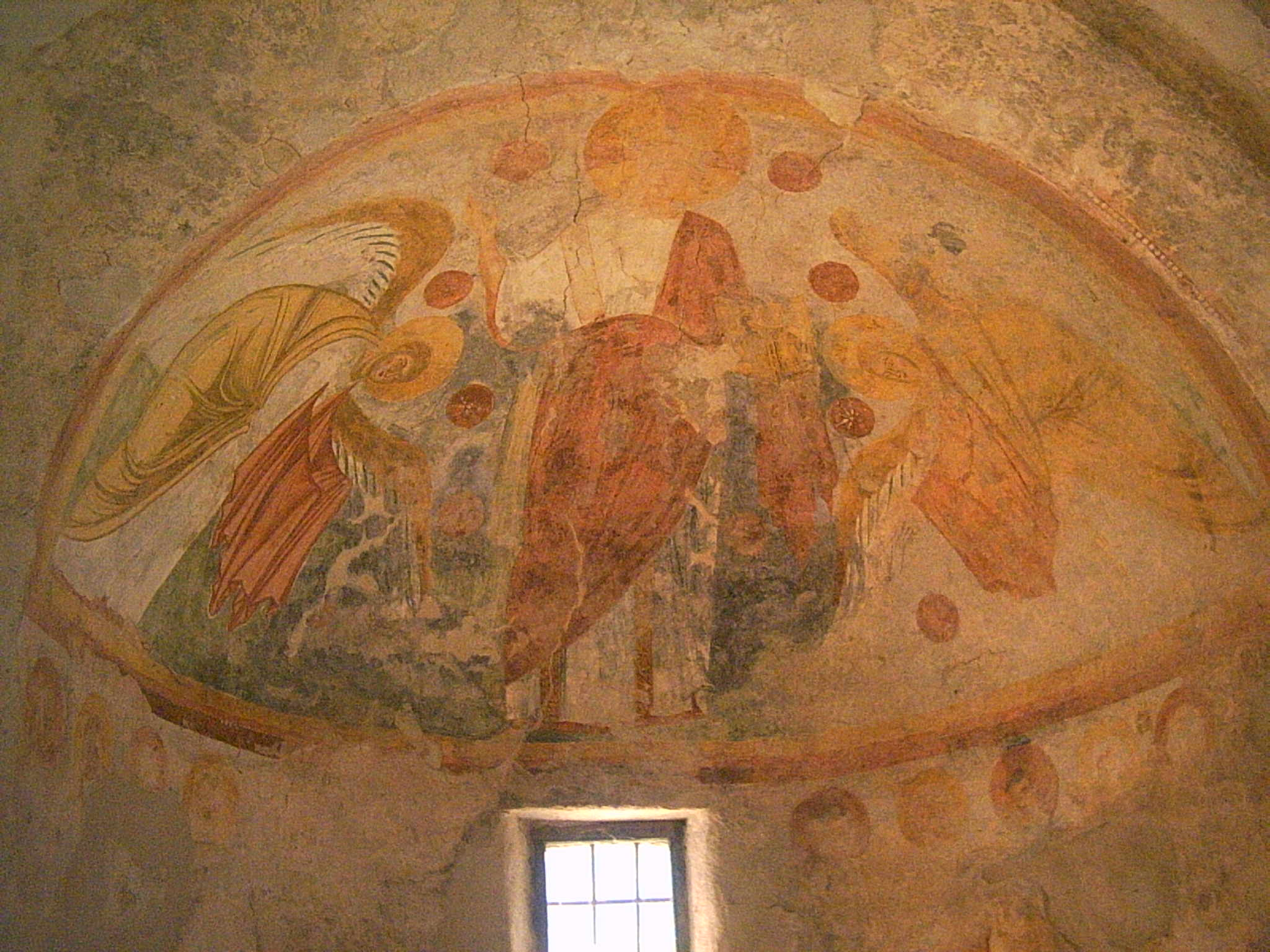
Affreschi absidali della volta.

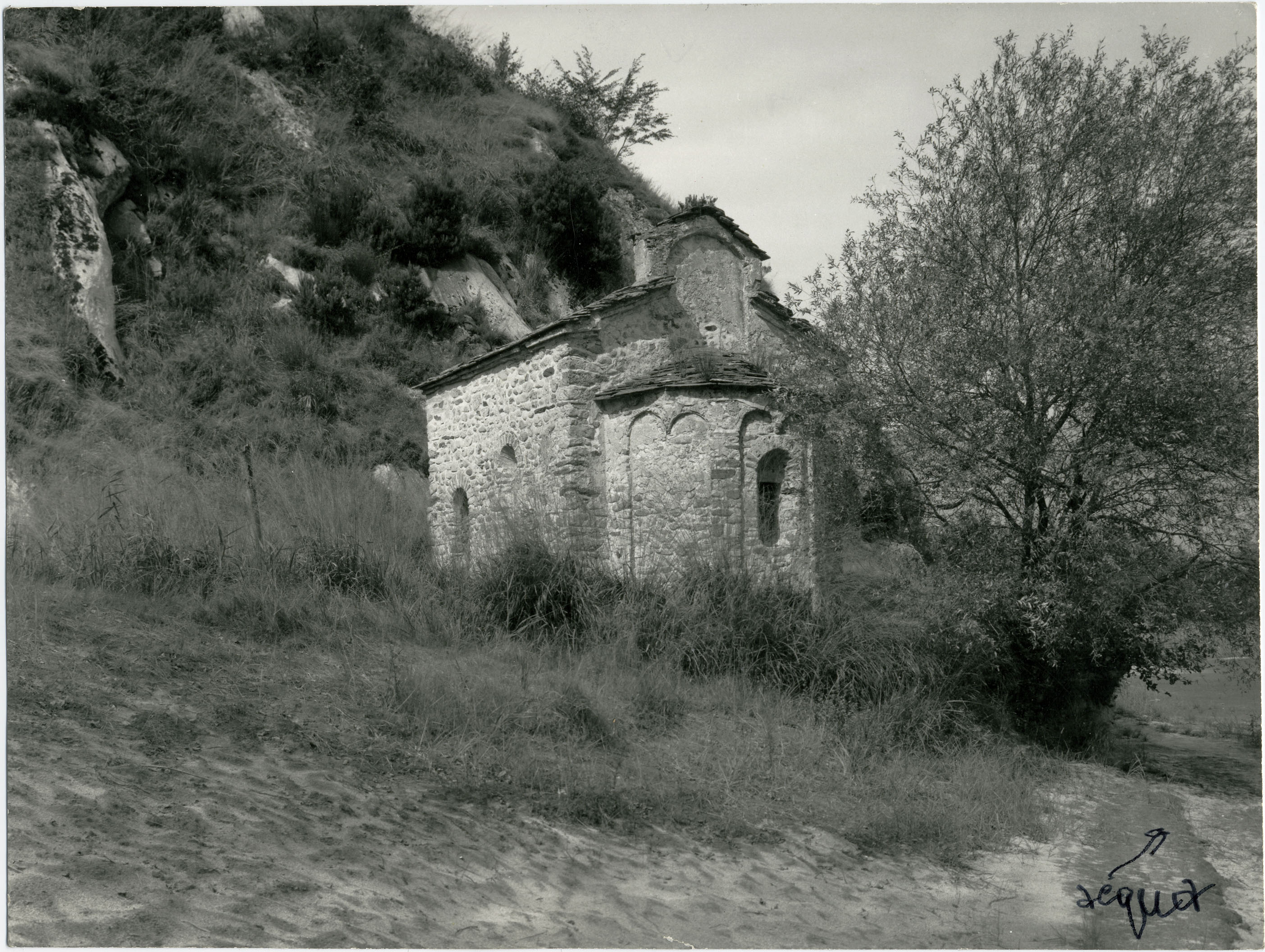
L'oratorio ad inizio XX secolo.

L'esterno dell'abside è ingentilito da tre coppie di archetti pensili, scandite da lesene; una banda decorativa in cotto corona la muratura appena sotto la gronda, il tetto è coronato da un fastigio con tetto a capanna e un arco cieco, costruito coevamente alla struttura e unico nell'architettura romanica. Nel timpano che sovrasta l'abside, resti di un affresco.
Lo stile romanico denuncia chiaramente l'ambito di origine dei costruttori, fra i Magistri comacini, ovvero i maestri tagliatori di pietra, scultori ed architetti provenienti dai villaggi della diocesi di Como.
La struttura ha subito due restauri, il primo del 1901, il secondo nel 1992 con particolare attenzione all'indagine archeologica che ha portato alla luce tracce di costruzioni preesistenti e alla salvaguardia degli affreschi.

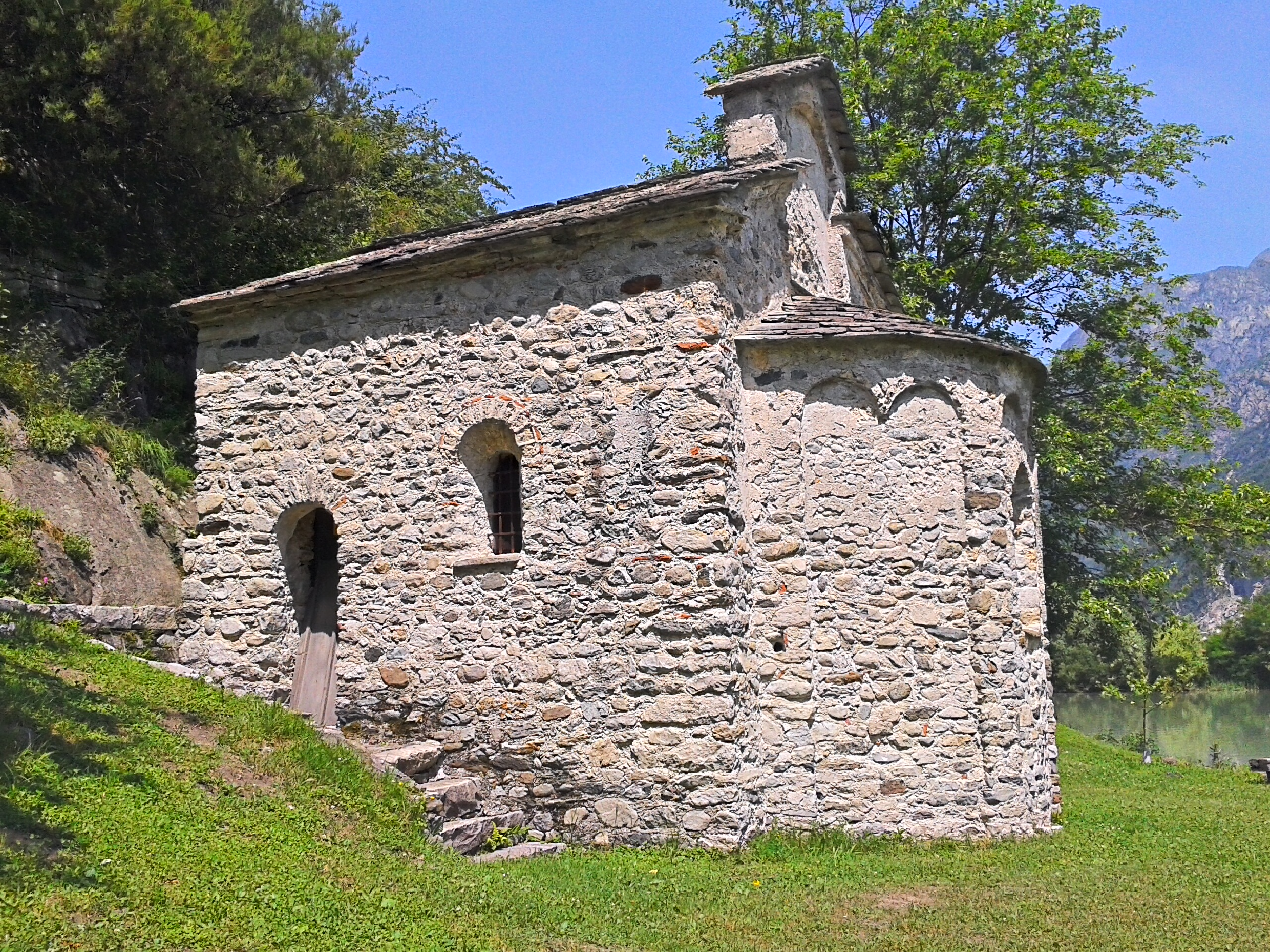
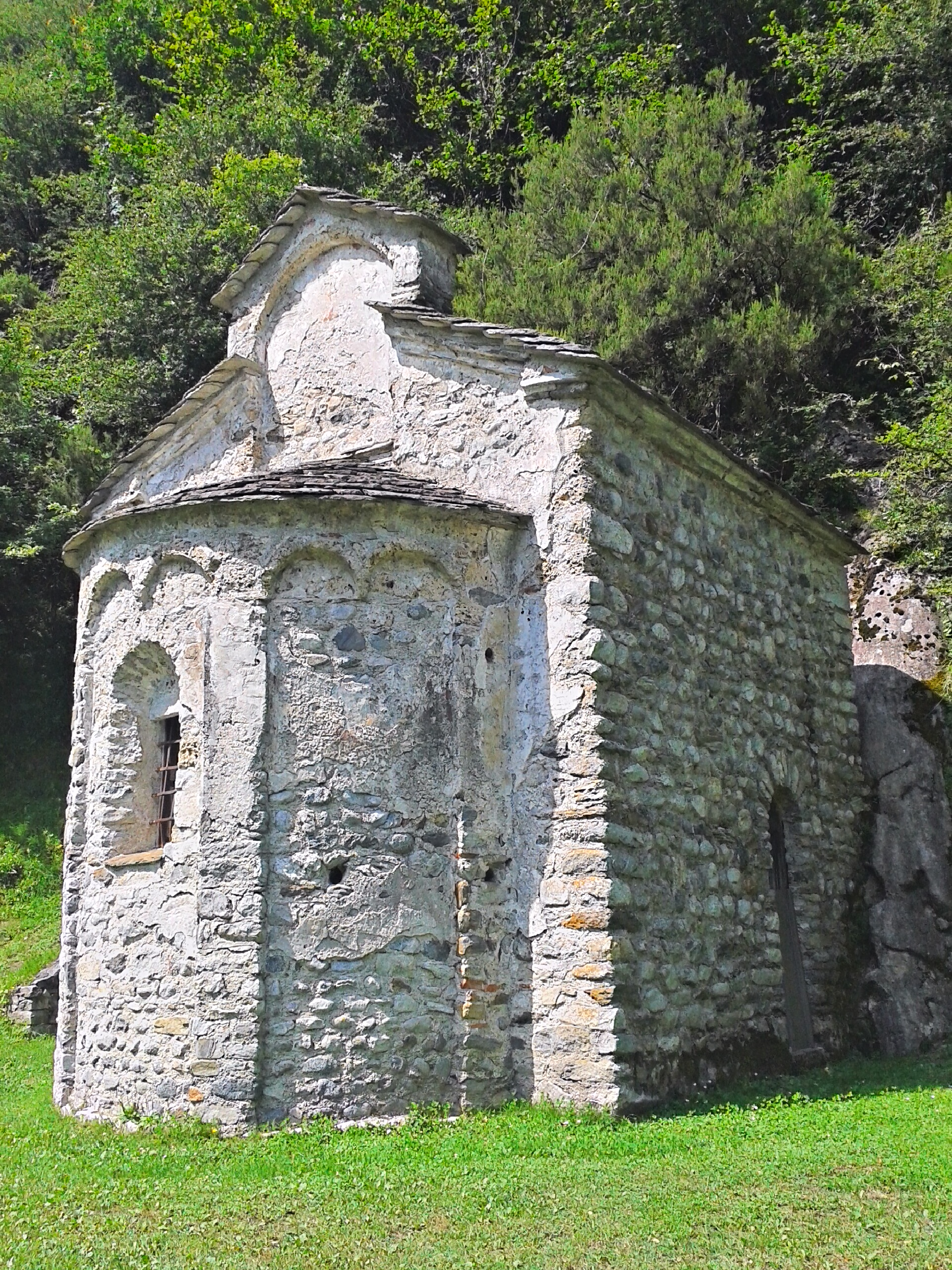
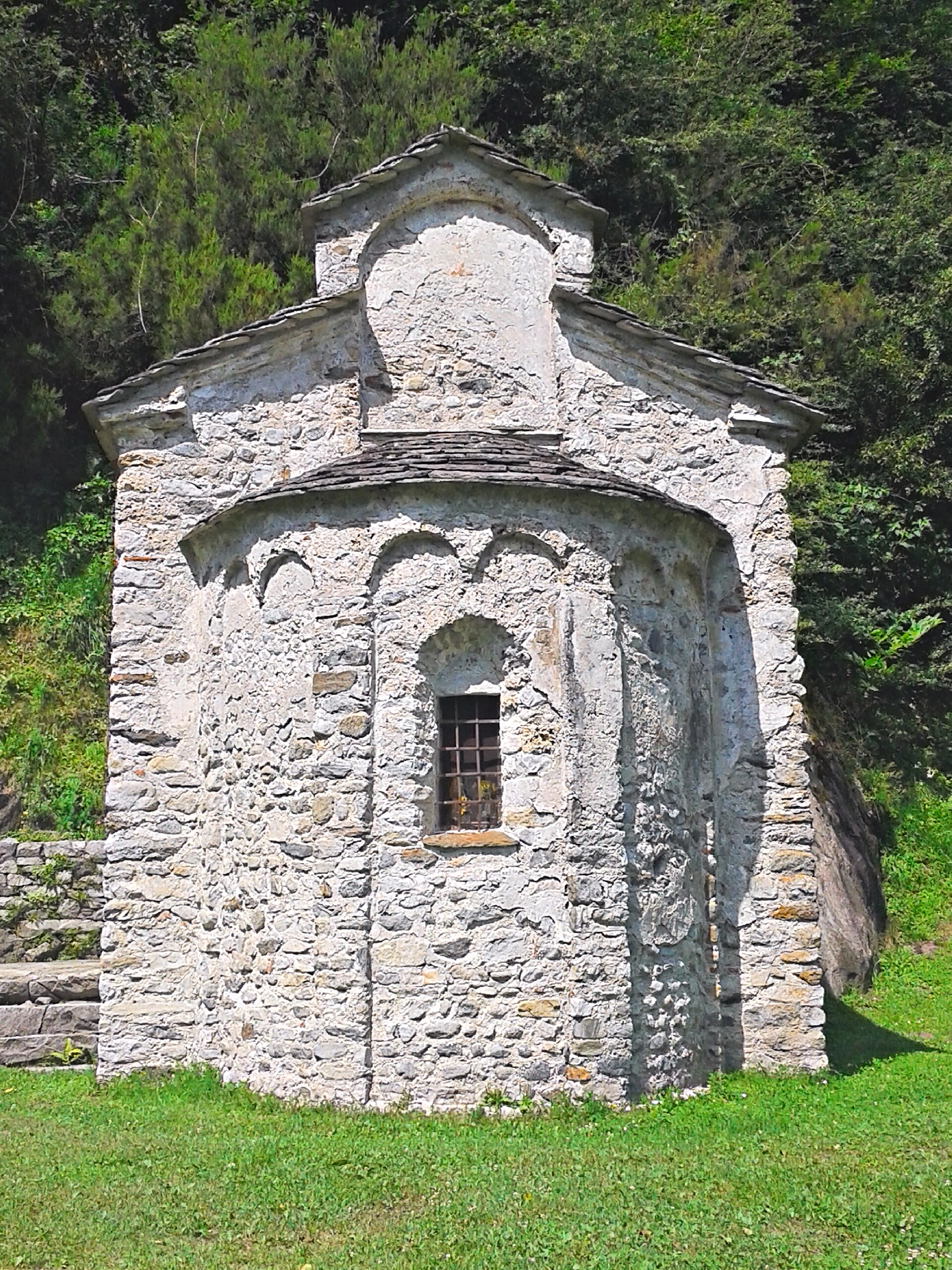
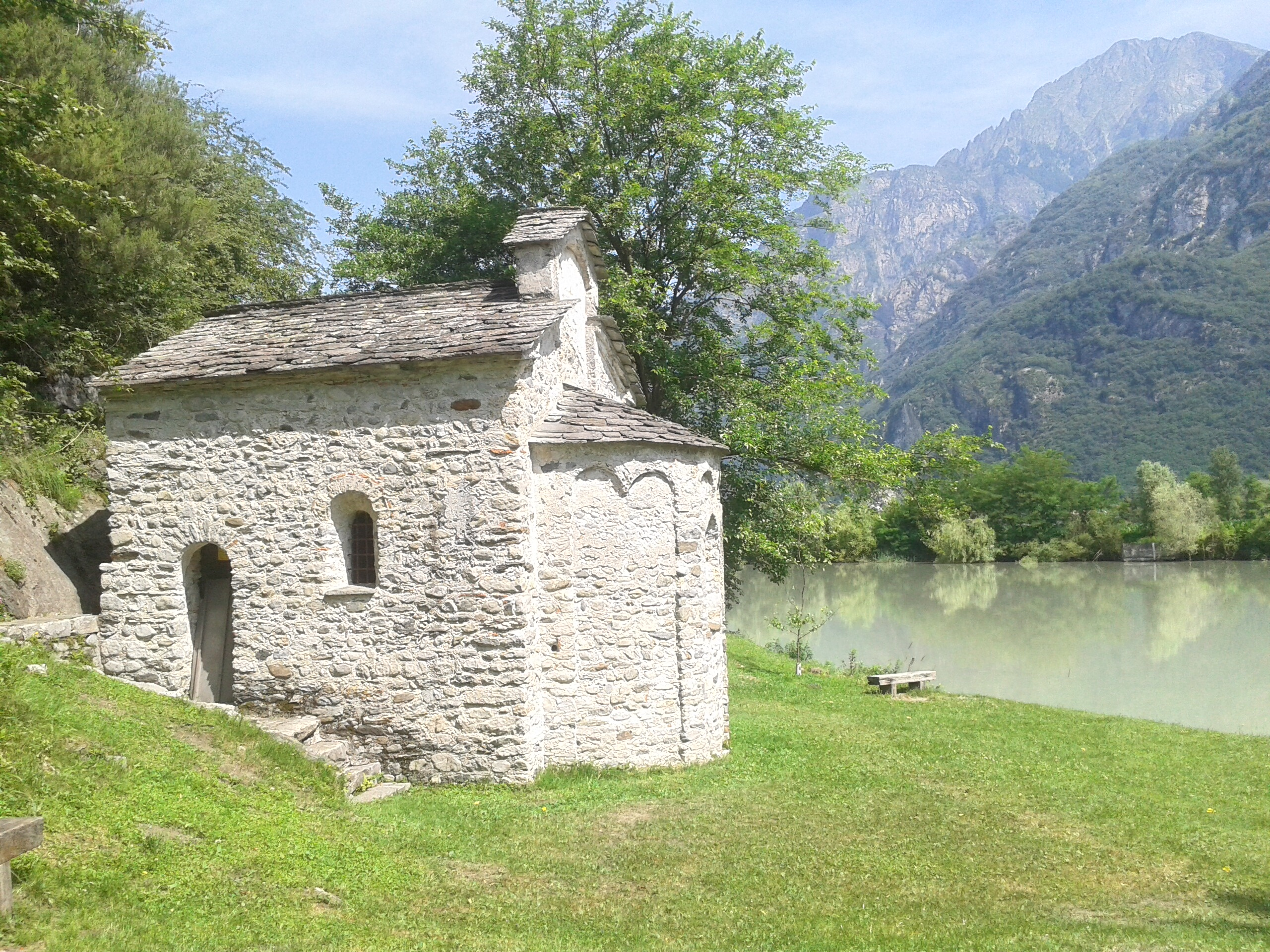
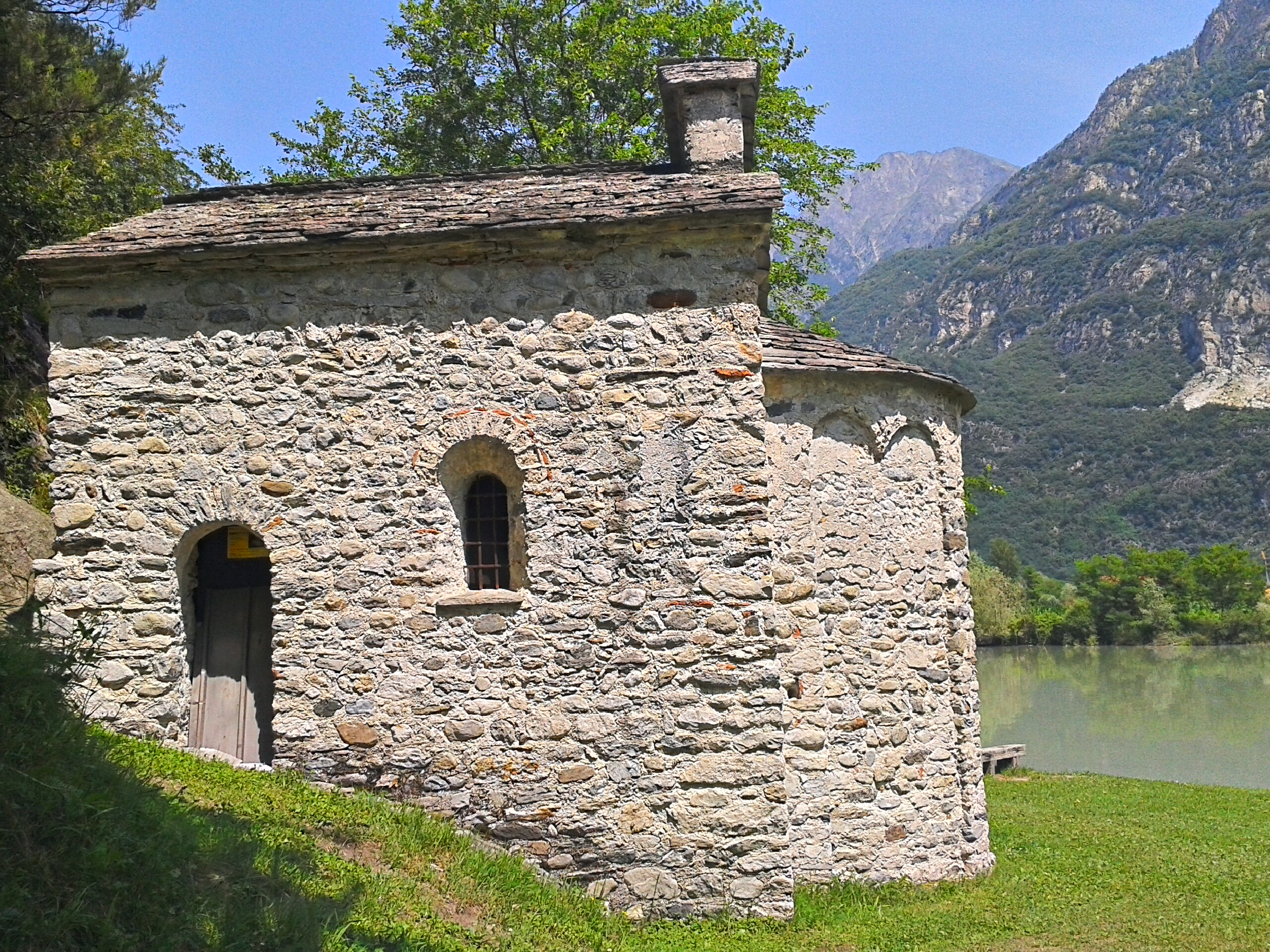
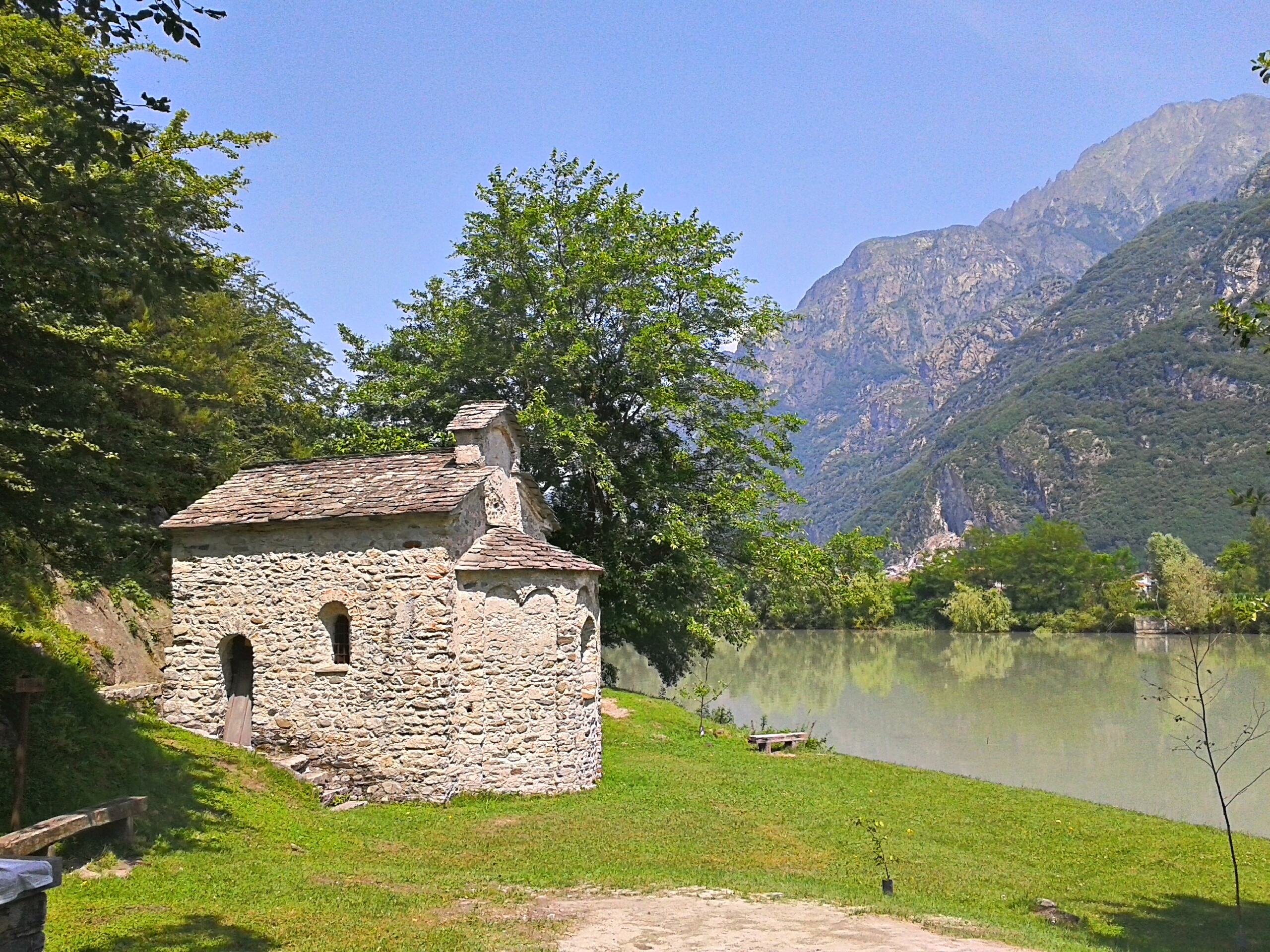
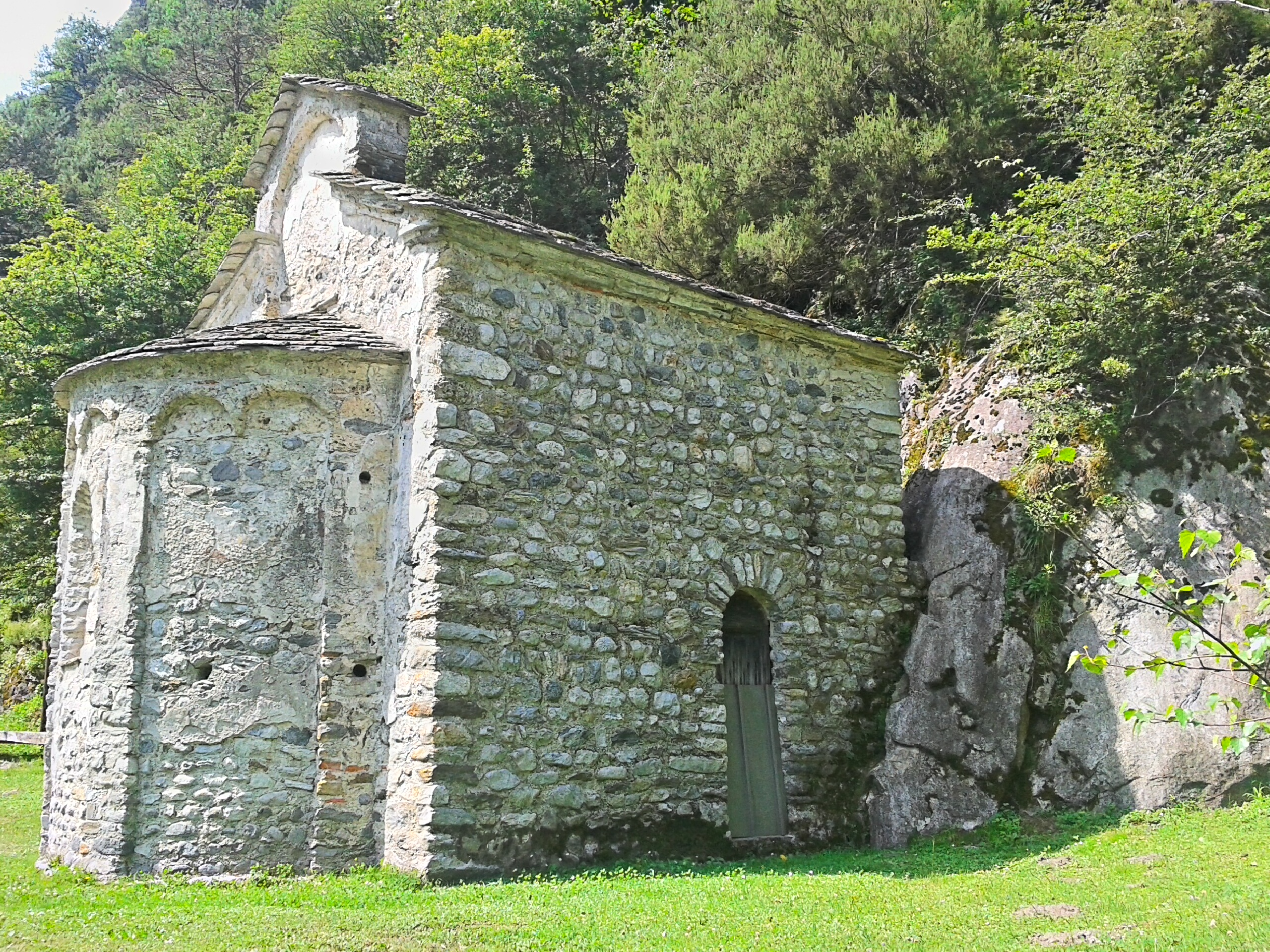
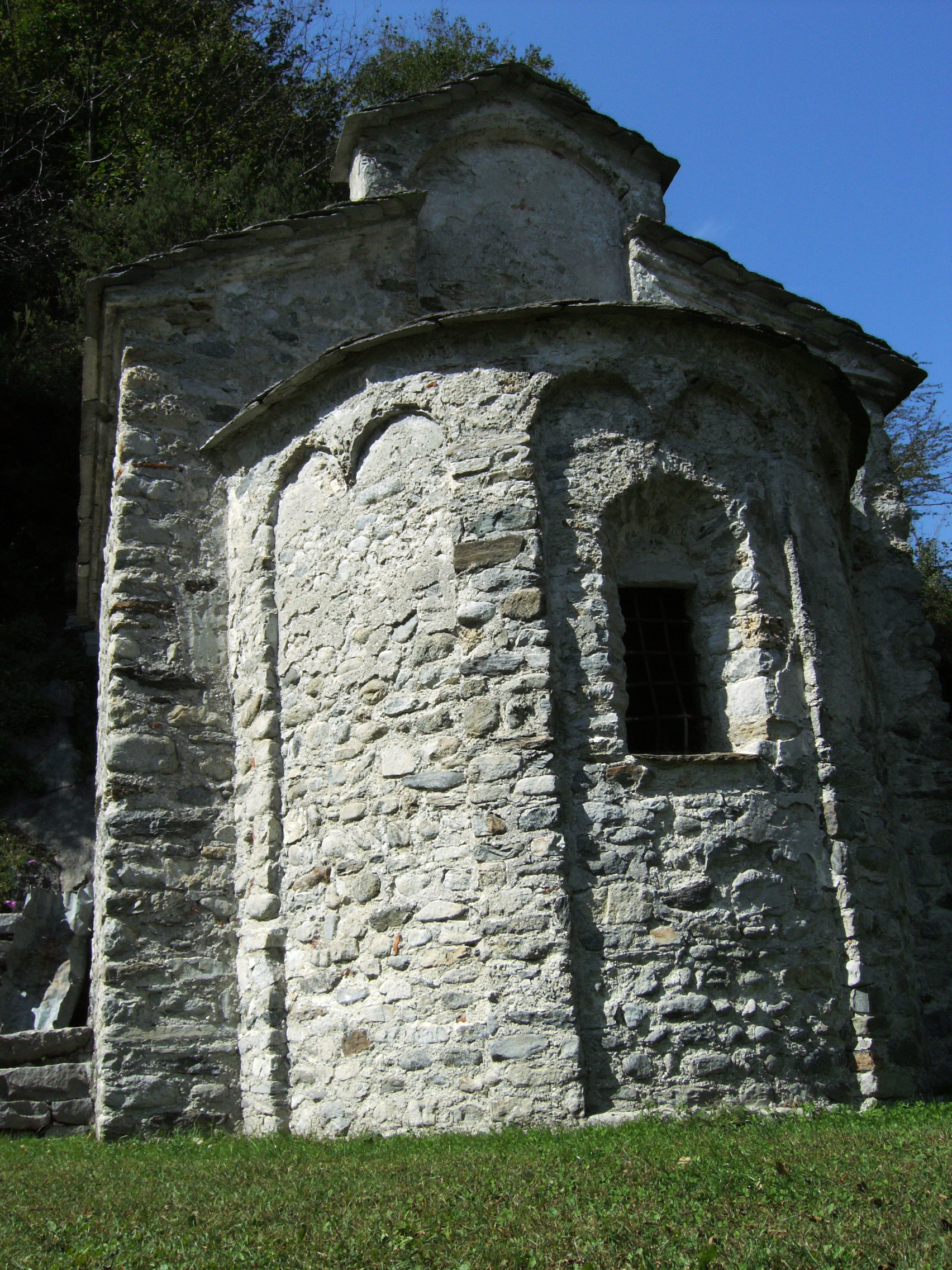